# حرف الهرموز (بعدان)

تعديل مصدري - تعديل

حرف الهرموز هي إحدى قرى عزلة الحرث بمديرية بعدان التابعة لمحافظة إب، بلغ تعداد سكانها 390 نسمة حسب تعداد اليمن لعام 2004.